# Raoul Giger
Raoul Luca Giger (* 29. Oktober 1997 in Aarau) ist ein Schweizer Fussballspieler, der aktuell beim FC Lausanne-Sport in der Super League unter Vertrag steht.

## Karriere
Raoul Giger wechselte bereits mit acht Jahren in die Juniorenabteilung des FC Aarau und spielte für das Team Aargau, die gemeinsame Nachwuchsorganisation der grossen Aargauer Fussballvereine. Sein Profidebüt gab er am 25. September 2016 bei einem 1:1 seines FC Aarau gegen den FC Zürich.
Zur Saison 2022/23 wechselte Giger zum FC Lausanne-Sport.